# Claus-Georg-Gustav Schöning
Claus Georg Gustav „Jojo“ Schöning (* 16. Juni 1992 in Berlin) ist ein deutscher Filmschauspieler.
Schöning spielte von Ende November 2004 bis Anfang Dezember 2007 die Hauptrolle des Chu-Yong „Chui“ Wang in der Kinder- und Jugendserie Schloss Einstein. 
2012 begann Schöning ein Studium der Biochemie an der Freien Universität Berlin.

## Filmografie
- 2005–2007: Schloss Einstein (Fernsehserie, Folgen 337–480)
- 2005: American Dragon (Zeichentrickserie, Sprechrolle)
- 2011: Cloud Atlas
- 2012: Krimi.de (Fernsehserie, eine Folge)